# Клејтон Келер
Клејтон Келер (енгл. Clayton Keller — Четсерфилд, 29. јул 1998) професионални је амерички хокејаш на леду који игра на позицијама центра и левог крила.
Члан је сениорске репрезентације Сједињених Држава за коју је на међународној сцени дебитовао на светском првенству 2017. године.
Учествовао је на улазном драфту НХЛ лиге 2016. где га је као 7. пика у првој рунди одабрала екипа Аризона којотса. Пре него што је заиграо у професионалној конкуренцији одиграо је једну сезону у колеџ лиги за екипу Универзитета Бостон.